# Hayao Miyazaki
Hayao Miyazaki (japanisch 宮崎 駿 Miyazaki Hayao, * 5. Januar 1941 in Tokio) ist ein japanischer Anime-Regisseur, Drehbuchautor, Zeichner, Grafiker, Mangaka und Filmproduzent. Das von ihm und Isao Takahata 1985 gegründete Studio Ghibli ist weltweit bekannt und Karrieresprungbrett für einige andere Anime-Künstler. In den Jahren 2003 und 2024 wurde ihm für seine Filme Chihiros Reise ins Zauberland und Der Junge und der Reiher der Oscar für den besten animierten Film verliehen; seine Filme Das wandelnde Schloss (2004) und Wie der Wind sich hebt (2013) waren für den Oscar nominiert.

## Biografie

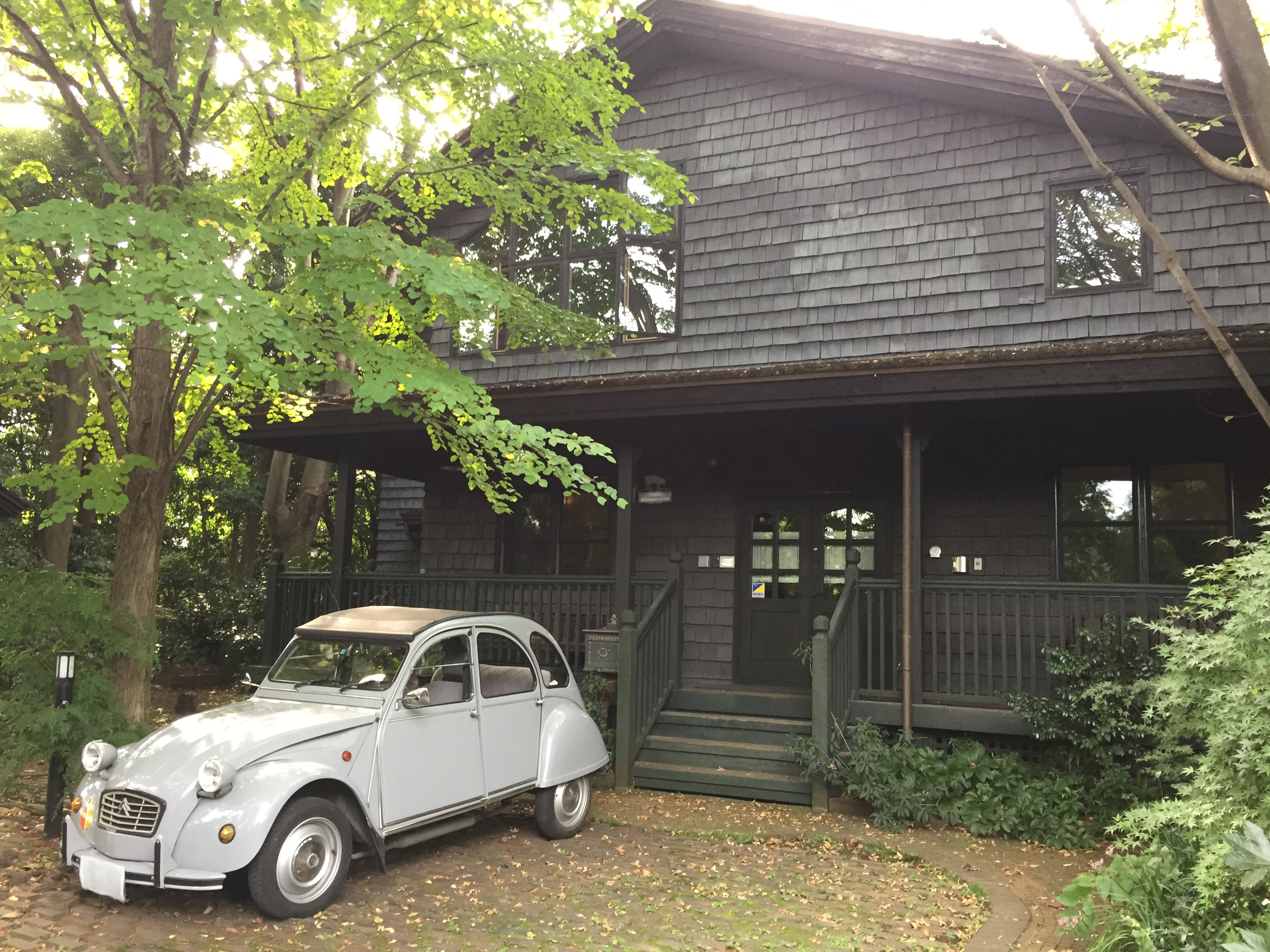
Unweit des Studios Ghibli in Koganei befindet sich seit 1998 Miyazakis privates Atelier Butaya (豚屋; dt. etwa „Schweinehaus“)

Hayao Miyazaki wurde am 5. Januar 1941 als zweites Kind des Flugzeugunternehmers Katsuji Miyazaki (1915–1993) in Tokio geboren. Um den US-amerikanischen Bombardements zu entgehen, zog seine Familie in die Stadt Utsunomiya, 100 km nördlich von Tokio, wo er aufwuchs. Nach seiner Schulzeit studierte er zunächst vier Jahre Politikwissenschaften und Ökonomie, bevor er sich 1963 der Produktionsfirma Studio Toei anschloss. Dort begann er seine Karriere als Zeichner diverser Animationsfilme/-Serien, u. a. arbeitete er bei der Fernsehumsetzung der Zeichentrickserie Heidi (1974) mit. Bei Toei lernte er seinen späteren Geschäftspartner Isao Takahata kennen, mit dem er nach mehreren Studiowechseln die Ghibli-Studios gründete.
1979 realisierte Hayao Miyazaki mit Das Schloss des Cagliostro seinen ersten Spielfilm als Autorenfilmer. 1982 startete er sein bis dahin größtes Projekt mit dem Manga Nausicaä aus dem Tal der Winde, einer Geschichte, in dem eine junge Prinzessin in einer unwirtlichen Welt ums Überleben kämpft. Er avancierte, wie die zwei Jahre später erfolgte Leinwandadaption Nausicaä aus dem Tal der Winde, zu einem kommerziellen Erfolg und verschaffte ihm internationale Anerkennung. Dies ermöglichte ihm die Gründung von Studio Ghibli, in dem er fortan seine Filme produzierte, das aber auch Filme anderer talentierter Künstler veröffentlichte. Neben Kurzfilmen produzierte er sieben Spielfilmprojekte für die Ghibli-Studios, die ihn zu einem der wichtigsten Vertreter des japanischen Animationsfilms werden ließen.
Nach der Produktion von Prinzessin Mononoke als damals erfolgreichster japanischer Film aller Zeiten 1997 erklärte Miyazaki zunächst seinen Rücktritt als Regisseur, um jüngeren Talenten Platz zu machen. Er kehrte jedoch zurück und schuf unter anderem 2001 den Film Chihiros Reise ins Zauberland, der neue Verkaufsrekorde aufstellte und zum weltweit meistausgezeichneten Zeichentrickfilm wurde (u. a. Goldener Bär 2002, Oscar 2003).
Miyazakis nächster Film, Das wandelnde Schloss, kam 2004 in die Kinos und wurde ebenfalls mehrfach ausgezeichnet; im deutschsprachigen Raum lief eine synchronisierte Fassung im August 2005 an. Das nächste Projekt war der Film Ponyo – Das große Abenteuer am Meer, der im Juli 2008 in die japanischen Kinos kam und bereits am Startwochenende über 1,2 Millionen Besucher zählte. 2008 erhielt der Film eine Einladung in den Wettbewerb der 65. Filmfestspiele von Venedig. Am 1. September 2013 wurde anlässlich der Aufführung seines jüngsten Films Wie der Wind sich hebt bei den 70. Filmfestspielen von Venedig bekannt gegeben, dass Miyazaki in den Ruhestand gehe. Im Oktober 2016 vermehrten sich die Gerüchte darüber, dass Miyazaki trotzdem einen neuen Animationsfilm in Spielfilmlänge plane. Im Oktober 2017 bestätigte er diese Gerüchte und gab bekannt, dass dieser Spielfilm anlehnend an das 1937 erschienene Kinderbuch Kimitachi Wa Dō Ikiruka (君たちはどう生きるか; dt. etwa „Wie werdet ihr leben?“) von Genzaburō Yoshino (1899–1981) denselben Titel wie das Buch tragen wird und die Produktionszeit auf drei bis vier Jahre angesetzt sei. Im Dezember des Jahres erklärte Toshio Suzuki zusätzlich, dass die Handlung des Films erheblich von der des Romans abweichen und es sich um einen Fantasy- und Actionfilm handeln werde.
Hayao Miyazaki ist seit 1965 mit der Animatorin Akemi Ōta verheiratet und hat mit ihr zwei Söhne, Gorō und Keisuke.

## Wiederkehrende Themen und Motive
Miyazakis Werke weisen eine Reihe von wiederkehrenden Themen und Motiven auf. So bestimmen die komplexen und eigenständigen Mädchen- und Frauencharaktere alle seine Werke. Die Darstellung von Frauen in Miyazakis Filmen weicht auffällig von der in anderen animierten Filmen – sowohl japanischen als auch internationalen – ab. Seine Heldinnen bedienen die gesamte Bandbreite menschlicher Persönlichkeit und nehmen zumeist die Hauptrolle ein (z. B. in Nausicaä aus dem Tal der Winde, Mein Nachbar Totoro, Kikis kleiner Lieferservice, Prinzessin Mononoke, Chihiros Reise ins Zauberland, Ponyo – Das große Abenteuer am Meer und Arrietty – Die wundersame Welt der Borger). Sie übernehmen körperlich überlegene Führungsrollen wie Nausicaä als Regentin ihres Volkes in einer unwirtlichen Welt oder das Wolfsmädchen San in Prinzessin Mononoke, welche die Zuschauer kennenlernen, als sie blutbeschmiert eine Gewehrkugel aus der Schulter eines ihrer Gefährten, eines überdimensionierten Wolfsdämons, saugt. Auch übernehmen Frauen häufig traditionelle Männerberufe, so wie die 17-jährige Fio in Porco Rosso, die als geniale Flugzeugkonstrukteurin in einem fiktiven Italien zur Zeit der Depression zwischen den beiden Weltkriegen ihre Familie wirtschaftlich rettet und später die Flugzeugfabrik übernimmt. Auch die oft ambivalent gezeichneten Antagonisten der Geschichten werden auffällig oft von Frauencharakteren besetzt. In Prinzessin Mononoke wird die naturzerstörende Eisenhütte als aggressiver Gegenpol zu Sans Welt der Naturdämonen von Lady Eboshi geleitet. Die ausschließlich weiblichen Arbeiterinnen der Eisenhütte sind ehemalige Prostituierte, die in der ultraharten Arbeit der Eisenhütte eine Befreiung und Erlösung von ihrem vorherigen Dasein als Prostituierte finden. In Nausicaä aus dem Tal der Winde wird die gegnerische Nation, mit der sich Nausicaäs Volk im Krieg befindet, von einer harten und unerbittlichen einarmigen Königin geführt. Die Bandbreite der weiblichen Rollen beschränkt sich dennoch nicht auf traditionell männliche Rollenbilder. Auch eher dem traditionellen Frauenbild entsprechende Heldinnen haben ihren Raum und treten in dieser Form oft als Retterinnen auf. So wie die sanfte und bescheidene Sophie, die als Putzfrau in Das wandelnde Schloss den begabten wie eitlen Zauberer und Schlossherrn Howl von seinen inneren wie äußeren Dämonen befreit. Bemerkenswerterweise entwickelt sich die romantische Liebe der beiden, als Sophie in ihrem Alter Ego als ergraute und gekrümmt gehende Großmutter gefangen ist und nicht als die schöne, junge Frau, die sie eigentlich ist. So spielt Miyazaki konstant mit den klassischen Geschlechterrollen und Stereotypen und erlaubt so seinen weiblichen wie männlichen Charakteren die gesamte Bandbreite des menschlichen Daseins. Mit dieser insbesondere für animierte Filme völlig untypischen Darstellung eigenständiger Heldinnen gilt Miyazaki als Vorreiter, der den Weg für eigenständige Disney-Heldinnen wie Merida oder Elsa in Die Eiskönigin oder auch Pixars Alles steht Kopf bereitet hat.
Ein weiteres Thema in Miyazakis Filmen ist die Konfrontation von traditioneller Kultur auf der einen Seite, technisierter Moderne und Naturzerstörung auf der anderen Seite. 1997 erklärte Miyazaki in einem Interview: „Ich bin an einen Punkt gelangt, an dem ich einfach keinen Film mehr machen kann, ohne das Problem der Menschheit als Teil eines Ökosystems anzusprechen.“ Miyazaki hat für die Darstellung dieser Thematik sowohl japanische (Prinzessin Mononoke, Chihiros Reise ins Zauberland) wie europäische Settings als Hintergrund gewählt (Das Schloss im Himmel, Porco Rosso). Der Film Das wandelnde Schloss (2004) spielt beispielsweise in einer romantischen deutschen oder elsässischen Fachwerkstadt im Zeitalter der Industrialisierung. Die romantische Kulisse, basierend auf Colmar, wird zerstört, als die Stadt einem Bombenangriff aus der Luft zum Opfer fällt. Die drastischen Bilder der brennenden Stadt stellen die Leistungen der Moderne (Industrialisierung, Nationalismus und Militarismus) in Frage. Eine ähnliche Thematik spielt in Prinzessin Mononoke eine tragende Rolle. Hier fällt ein von mythischen Tieren bewohnter Wald dem Holz- bzw. Holzkohlebedarf einer Eisenhütte zum Opfer. Die Technik der Moderne wird mit mythischen oder magischen Gestalten und Kräften aus der traditionellen Überlieferung konfrontiert. Häufig wächst Kindern oder jungen Erwachsenen als Helden von Miyazakis Filmen eine vermittelnde Funktion zwischen diesen Polen zu.
Ein wiederholt auftauchendes Motiv in Miyazakis Filmen sind phantastische Flugmaschinen und Luftschiffe. Die Heldinnen und Helden treibt oft eine tiefe Faszination für das Fliegen an und für Maschinen, die den Traum vom Fliegen wahr werden lassen. Dies reicht von Filmen, in denen es explizit um das Fliegen und den Flugmaschinenbau geht wie z. B. Porco Rosso oder Wie der Wind sich hebt. In anderen Filmen wie Das Schloss im Himmel oder Kikis kleiner Lieferservice ist das Fliegen ein zentrales Element der Geschichte.

## Vorbilder und Einflüsse
Frühe Erinnerungen aus dem Zweiten Weltkrieg finden sich in Miyazakis Werk: die nachts von Brandbomben verursachten Feuer finden sich in Nausicaä, ein Haus, aus dem die Familie flüchtete, in Mein Nachbar Totoro und Chihiros Reise ins Zauberland. Miyazakis erste Vorbilder waren mit Osamu Tezuka, Yamakawa Sōji und Fukushima Tetsuji Mangaka, entsprechend wollte er diesen Beruf noch vor dem als Animator ergreifen. Sein Frühwerk, noch als Amateur gezeichnete Comics, war stark von Tezukas Stil geprägt, doch er vernichtete es, um sich davon zu lösen. Yamakawas Shōnen Oja und Fukushimas Sabaku no Maō prägten ihn aber längerfristig. Später beeinflusste ihn auch der französische Comickünstler Jean Giraud alias Mœbius.
Unter den von Miyazaki besonders geschätzten Animationskünstlern finden sich Juri Norstein, Taiji Yabushita und Kazuhiko Okabe. Erzählung einer weißen Schlange, eine Kollaboration der beiden letztgenannten, bezeichnete er als jenen Film, aufgrund dessen er sich entschloss, sich als Animator zu versuchen. Erzählerisch verehrt er unter anderen Lewis Carroll, Antoine de Saint-Exupéry, Ursula K. Le Guin und Pjotr Pawlowitsch Jerschow. Zeichnerisch übten auch die Illustrationen aus Andrew Langs Märchensammlungen sowie der russische Maler Isaak Lewitan Einfluss auf ihn, letzterer konkret, was die Wolken und Lichtverhältnisse in Wie der Wind sich hebt betrifft. Helen McCarthy sieht zudem Parallelen zur Flämischen Malerei sowie zu Paul Klee.

## Miyazaki als Mangazeichner

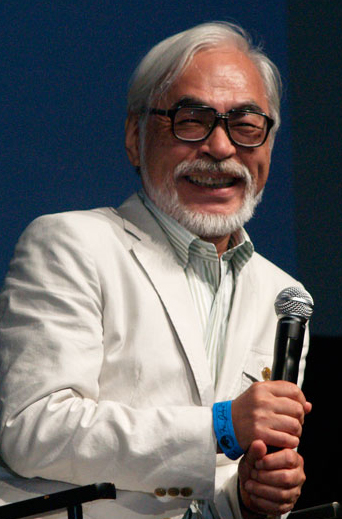
Miyazaki bei der San Diego Comic-Con International im Juli 2009

Miyazakis erster professioneller Manga war 1969 ein Werbecomic für den Anime-Film Perix der Kater und die drei Mausketiere, an dem er beteiligt war. Dieser erschien in 12 Kapiteln zwischen Januar und März 1969 in den Sonntagsausgaben der Zeitungen Chūnichi Shimbun und Tōkyō Shimbun. Unter dem Pseudonym Saburō Akitsu (秋津三朗) zeichnete er mit Sabaku no Tami (砂漠の民, „das Wüstenvolk“) seine erste eigene Reihe, die in 26 Kapiteln vom 12. September 1969 bis 15. März 1970 in der Shōnen Shōjo Shimbun veröffentlicht wurde, einer der Kommunistischen Partei Japans nahestehenden Jugendzeitung. Anschließend zeichnete er erneut eine Adaption, diesmal zum Film Die Schatzinsel, die in 13 Teilen zwischen Januar und März 1971 in der Chūnichi und Tōkyō Shimbun erschien.
Das wohl bekannteste Werk ist Nausicaä aus dem Tal der Winde, an dem er von 1982 bis 1994 arbeitete und das auch als Vorlage für den gleichnamigen Anime diente. Seinen Manga Kaze Tachinu, der 2009 in einem Modellbaumagazin veröffentlicht wurde, setzte er 2013 ebenfalls als Anime um.

## Filmografie (Auswahl)
Bis in die 1980er Jahre wurden Miyazakis Filme vor allem in den USA und Frankreich stark überarbeitet, wobei die Schnitte und Dialogänderungen teilweise so umfangreich waren, dass die ursprüngliche Handlung völlig entstellt wurde. In der Folge vergab das Studio Ghibli nach Nausicaä zunächst keine Rechte mehr für Veröffentlichungen im Westen.
Erst als Studio Ghibli 1996 einen Distributionsvertrag mit dem Disney-Konzern schloss („Tokuma deal“), bei dem für Kino- und Kaufmarktveröffentlichungen jede Art von Veränderung am ursprünglichen Bildmaterial ausdrücklich ausgeschlossen ist, wurden Miyazakis Filme wieder im Westen veröffentlicht und professionell vermarktet.
Prinzessin Mononoke war der erste Miyazaki-Film, der in Deutschland ungeschnitten in die Kinos kam. Die RTL-Group-Tochtergesellschaft Universum Film veröffentlichte weitere Werke des Studio Ghibli ab 2005 im 2-Monats-Rhythmus auf DVD. Das Schloss im Himmel wurde 20 Jahre nach seiner Veröffentlichung in Japan in die deutschen Kinos gebracht.

### Als Regisseur und Drehbuchautor
- 1971–1972: Lupin III.: Part 1 (ルパン三世 Rupan Sansei) – 16 Folgen der TV-Serie
- 1978: Future Boy Conan (未来少年コナン Mirai shōnen Konan, engl. Conan, the Boy in Future) – 26-teilige TV-Serie
- 1979: Das Schloss des Cagliostro (ルパン三世 カリオストロの城 Rupan Sansei: Kariosutoro no Shiro) – 110 Minuten
1987 erschien auf Video eine deutsche Fassung mit einer Laufzeit von 84 Minuten als Hardyman räumt auf, 2006 erstmals in Deutschland ungeschnitten auf DVD erschienen
- 1980: Lupin III.: Part 2 (ルパン三世 Rupan Sansei) – 2 Folgen der TV-Serie.
- 1984–1985: Die Abenteuer des Sherlock Holmes (名探偵ホームズ Meitantei Hōmuzu) – 5 Folgen der TV-Serie.
- 1984: Nausicaä aus dem Tal der Winde (風の谷のナウシカ Kaze no Tani no Naushika)
- 1986: Das Schloss im Himmel (天空の城ラピュタ Tenkū no Shiro Rapyuta)
- 1988: Mein Nachbar Totoro (となりのトトロ Tonari no Totoro)
- 1989: Kikis kleiner Lieferservice (魔女の宅急便 Majo no Takkyūbin)
- 1992: Porco Rosso (紅の豚 Kurenai no Buta)
- 1997: Prinzessin Mononoke (もののけ姫 Mononoke Hime)
- 2001: Chihiros Reise ins Zauberland (千と千尋の神隠し Sen to Chihiro no Kamikakushi)
- 2004: Das wandelnde Schloss (ハウルの動く城 Hauru no Ugoku Shiro)
- 2008: Ponyo – Das große Abenteuer am Meer (崖の上のポニョ Gake no Ue no Ponyo)
- 2013: Wie der Wind sich hebt (風立ちぬ Kaze Tachinu)
- 2023: Der Junge und der Reiher (君たちはどう生きるか Kimitachi wa Dō Ikiru ka)

### Als Drehbuchautor
- 1972: Die Abenteuer des kleinen Panda (パンダ・コパンダ Panda Kopanda, engl. Panda! Go, Panda!) – 33 Minuten
- 1995: Stimme des Herzens (耳をすませば Mimi o Sumase ba)
- 2010: Arrietty – Die wundersame Welt der Borger (借りぐらしのアリエッティ Karigurashi no Arietti)
- 2011: Der Mohnblumenberg (コクリコ坂から Kokurikozaka kara)

### Als Produzent
- 1991: Tränen der Erinnerung – Only Yesterday (おもひでぽろぽろ Omoide Poro Poro)
- 2002: Das Königreich der Katzen (猫の恩返し Neko no Ongaeshi)

### Regie und Buch für Kurzfilme
- 1992: Sora Iro no Tane – TV-Spot, 90 Sekunden, für den japanischen Fernsehsender Nippon TV. Nach einem Kinderbuch von Reiko Nakagawa und Yuriko Omura
- 1992: Nandarou – Serie von fünf TV-Spots, 15 bzw. 5 Sekunden, für Nippon TV. Eine Figur aus den Spots wurde das offizielle Maskottchen des Senders.
- 1995: On Your Mark – Musikvideo für das japanische Pop-Duo Chage and Aska
- 2001: Kujira Tori – Kurzfilm für das Ghibli-Museum
- 2002: Mei to Konekobasu – Kurzfilm für das Ghibli-Museum
- 2002: Kūsō no Sora Tobu Kikaitachi – Kurzfilm für das Ghibli-Museum
- 2006: Mizugumo Monmon – Kurzfilm für das Ghibli-Museum
- 2017: Kemushi no Boro – Kurzfilm für das Ghibli-Museum

### Als Zeichner
- 1971: Die Schatzinsel (動物宝島 Dōbutsu Takarajima) – 78 min
nach dem Roman von Robert Louis Stevenson, Regie Hiroshi Ikeda
als Key Animator und Story Consultant
- 1974: Heidi (アルプスの少女ハイジ Arupusu no Shōjo Haiji) – 52-teilige Fernsehserie – als Scene Designer und Screen Layouter
- 1976: Marco (Haha o Tazunete Sanzenri) – 52-teilige Fernsehserie – als Animator, Scene Designer und Layout Artist
- 1979: Anne mit den roten Haaren (赤毛のアン Akage no An) – 50-teilige Fernsehserie – als Scene Designer und als Layout Artist für die Folgen 1–15

### Als Animator
- 1969: Perix der Kater und die 3 Mausketiere (BRD-Verleihtitel) bzw. Der gestiefelte Kater (DDR-Verleihtitel) (長靴をはいた猫 Nagagutsu o Haita Neko) – 80 Minuten
nach der französischen Version des Märchens Der gestiefelte Kater von Charles Perrault, Regie Kimio Yabuki
als Key Animator
- 1975: Niklaas, ein Junge aus Flandern (Furandāsu no Inu) – 52-teilige Fernsehserie – als Animator für Folge 15

## Bibliografie (Auswahl)
- 1982–1994: Nausicaä aus dem Tal der Winde
- 1983: Shunas Reise
- 2009: Kaze Tachinu
- 2009: Starting Point: 1979–1996, Eine Sammlung von Essays, Interviews, Skizzen und Memoiren
- 2014: Turning Point: 1997–2008, Eine weitere Sammlung von Essays, Interviews, Skizzen und Memoiren

## Internationale Auszeichnungen (Auswahl)
| Platz | Film                          |
| ----- | ----------------------------- |
| 32    | Chihiros Reise ins Zauberland |
| 81    | Prinzessin Mononoke           |
| 163   | Das wandelnde Schloss         |
| 175   | Mein Nachbar Totoro           |

- 2002: Goldener Bär der Berlinale für Chihiros Reise ins Zauberland (geteilt mit dem irischen Film Bloody Sunday)
- 2003: Oscar für Chihiros Reise ins Zauberland als „Bester Animationsfilm“
- 2005: Aufnahme in die Liste der 100 einflussreichsten Menschen der Welt des TIME Magazine (des Jahres 2005)
- 2006: Oscar-Nominierung für Das wandelnde Schloss als „Bester Animationsfilm“
- 2006: Nebula Award in der Kategorie „Best Script (Bestes Drehbuch)“ für Das wandelnde Schloss (mit Cindy Davis Hewitt und Donald H. Hewitt)
- 2009: Karl Edward Wagner Award im Rahmen der British Fantasy Awards
- 2010: Auszeichnung als bester Animationsfilm im Langfilmwettbewerb AniMovie beim Trickfilmfestival Stuttgart für Ponyo – Das große Abenteuer am Meer
- 2012: Person mit besonderen kulturellen Verdiensten der japanischen Regierung[19]
- 2014: Oscar-Nominierung für Wie der Wind sich hebt als „Bester Animationsfilm“
- 2014: Aufnahme in die Science Fiction Hall of Fame[20]
- 2015: Ehrenoscar für sein Lebenswerk als Regisseur[21]
- 2018: Los Angeles Film Critics Association Award (Lebenswerk)
- 2019: World Fantasy Award für das Lebenswerk
- 2024: Golden Globe Award für Der Junge und der Reiher in der Kategorie „Bester Animationsfilm“[22]
- 2024: Oscar für Der Junge und der Reiher als „Bester Animationsfilm“
- 2024 Ramon-Magsaysay-Preis für seine Arbeit als Regisseur von Animationsfilmen, die dazu anregen, sich für Natur, Frieden und Menschlichkeit einzusetzen[23]

## Dokumentarfilme
- Ghibli et le mystère Miyazaki (deutsch Der Tempel der tausend Träume – Miyazaki und das Ghibli-Studio). 52 Min. Regie: Yves Montmayeur. Frankreich 2005.[24]
- Miyazaki Hayao to Ghibli Bijutsukan (japanisch 宮崎駿とジブリ美術館, englisch Hayo Miyazaki and the Ghibli Museum). 63 Min. Drehbuch: Toshikazu Satou, Regie: Junichi Sato. Japan 2005.[25]
- Owaranai hito: Miyazaki Hayao (japanisch 終わらない人 宮﨑駿, englisch Never-Ending Man: Hayao Miyazaki). 70 Min. Regie: Kaku Arakawa. Japan 2016.[26]
- 10 Years with Hayao Miyazaki. (deutsch Zehn Jahre mit Hayao Miyazaki) 4 Folgen. 196 Min. Drehbuch und Regie: Kaku Arakawa. Japan 2019.[27]
- Miyazaki – Die Natur im Blick. 83 Min. Regie: Léo Favier für Arte. Frankreich 2024.